# Нюорлиънски блус
Нюорлиънският блус е музикален жанр, разновидност на блуса, развила се в района на град Ню Орлиънс.
Формира се през първата половина на XX век, съчетавайки блуса с елементи на диксиленд и карибска музика, като често основни инструменти са пианото и валдхорната, наред с по-обичайната китара. Нюорлиънският блус е обикновено по-приповдигнат дори и при традиционните за блуса минорни текстове. Достига класическата си форма през 40-те години на XX век, като през следващите години отстъпва на ритъм енд блуса, но преживява втори период на съживяване през 70-те години. Среди известните изпълнители на жанра са Гитар Слим, Професор Лонгхеър, Ърл Кинг, Снукс Иглин, Доктор Джон.